# Olbiogaster paractius
Olbiogaster paractius är en tvåvingeart som beskrevs av Tozoni 1993. Olbiogaster paractius ingår i släktet Olbiogaster och familjen fönstermyggor. Inga underarter finns listade i Catalogue of Life.